# Абдельрауф, Рауф
Рауф Абделькарим Абдельрауф (араб. رؤوف عبدالكريم•عبد الرؤوف‎; род. 23 января 1978, Каир) — египетский гимнаст, участник летних Олимпийских игр 2000 года, чемпион Средиземноморских игр 1997 года и бронзовый призёр Игр 2001 года в опорном прыжке. Первый африканский гимнаст, ставший победителем этапа Кубка мира.

## Биография
Первым международным турниром для Рауфа Абдельрауфа стал McDonald’s American Cup, в котором он занял 17-е место в квалификационном раунде. В 1997 году Абдельрауф стал победителем Средиземноморских игр в Бари в опорном прыжке. В 2000 году Рауф Абдельрауф принял участие в летних Олимпийских играх в Сиднее. В квалификационном раунде египетский гимнаст выступил в четырёх дисциплинах. Наилучшего результата Абдельрауф добился в опорном прыжке, заняв 34-е место. В упражнении на кольцах египтянин стал 63-м, на коне показал 76-й результат, а на параллельных брусьях 78-й. Поскольку Абдельрауф не участвовал в двух упражнениях (вольные упражнения и перекладина), то по сумме многоборья Абдельрауф стал лишь 80-м.
В 2001 году Абдельрауф во второй раз попал в число призёров Средиземноморских игр. На соревнованиях в Тунисе египетский гимнаст стал бронзовым призёром в опорном прыжке. В марте 2003 года Абдельрауф стал первым в истории африканским гимнастом, кому удалось стать победителем соревнований в рамках Кубка мира. На соревнованиях в Коттбусе Абдельрауф выиграл опорный прыжок, опередив россиянина Антона Голоцуцкова и украинца Руслана Мезенцева.
В 2010 году Абдельрауф выступал в качестве тренера сборной Египта на юношеских африканских Играх.

## Личная жизнь
- Есть три сестры.
- Обучался в институте спорта в Каире.